# RBCニュース ライブi
『RBC NEWS ライブi』（アールビーシー ニュース ライブアイ）は、2004年4月5日から2008年3月28日まで琉球放送（RBCテレビ）で放送されていた報道番組・夕方ワイド番組。放送開始から2005年3月25日放送分までは、番組タイトルに「NEWS」が無い『RBCライブi』を用いていた。

## 概要
27年半続いた前番組『RBCエリアレポート』の歴史を引き継ぎ、沖縄県内のニュースと話題をさらに充実した内容で伝えていた。また、意見の交換なども行い、視聴者参加型番組を目指していた。天気予報は「ヤン坊マー坊天気予報」として放送していた。
放送時間は、2004年4月5日から2005年3月25日までは月曜 - 金曜 17:30 - 18:50 （『JNNニュースの森』内包）だったが、3月28日からTBS製作の『イブニング・ファイブ』をRBCでも16:54 - 18:16にネットすることになったため、18:16 - 18:48での放送のみに変更され、タイトルも『RBC NEWS ライブi』としてリニューアルした。2007年7月2日からは深夜に再放送されるようになったが、天気予報も差し替え無しで放送されていたので注意が必要だった。
番組は2008年3月28日に番組終了を発表。その翌週からは替わって『RBC THE NEWS』が放送されている。

## 出演者

### キャスター
- 土方浄（RBCアナウンサー）
- 比嘉俊次（RBCアナウンサー）
- 宮城麻里子（当時RBCアナウンサー）
- 萬京子（当時RBC報道部キャスター）
- 小笠原大介（RBC報道部スポーツキャスター） - スポーツコーナーを担当。

### 気象情報担当
- 崎濱綾子（気象予報士） - 火曜日から金曜日までの気象情報コーナーを担当。
- ウェザーニューズ - 月曜日担当。担当キャスターは毎回異なっていた。